# Abu-I Muzzaffar Ala ud-din I Bahman Szach
Abu-I Muzzaffar Ala ud-din I Bahman Szach (ur. ok. 1291, zm. 2 lutego 1359) – pierwszy sułtan Dekanu.
Sułtan Dekanu w latach 1347–1359. Założyciel dynastii Bahmanidów w Dekanie. W trakcie swego panowania udaremnił wewnętrzne spiski i rozszerzył terytorium sułtanatu w kierunku Bhongiru (okolice dzisiejszego Hajdarabadu na wschodzie do Goa na zachodzie i rzeki Kryszny na południu.